# Sally Rooney
Sally Rooney (Castlebar, 20 de fevereiro de 1991) é uma escritora e roteirista irlandesa. Rooney publicou quatro romances:
"Conversas entre amigos" (2017), "Pessoas Normais" (2018);  adaptado, em 2020, para um seriado televisivo, pela Hulu e BBC, Belo mundo, onde você está (2021) e "Intermezzo" (2024). Seu trabalho conquistou aclamação da crítica e sucesso comercial, ela é considerada uma das principais escritoras da geração dos millenials.

## Infância e educação
Nasceu em Castlebar, County Mayo, em 1991, e lá foi criada. Seu pai, Kieran Rooney, era funcionário da Telecom Éireann, e sua mãe, Marie Farrell, administradora de um centro de artes. Rooney tem um irmão mais velho e uma irmã mais nova.
Estudou inglês na Trinity College Dublin, onde ganhou uma bolsa em 2011. Começara um mestrado em ciência política na mesma instituição, o qual não concluiu; tendo conluído, em vez disso, em 2013, um em literatura americana. Rooney se descreve como marxista.
Durante seu período universitário, Rooney foi uma debatedora universitária, a principal, em 2013, no Campeonato Europeu de Debates de Universidades. Antes de tornar-se escritora, trabalhou numa função administrativa em um restaurante.

## Carreira

### Início de carreira
Rooney escreveu seu primeiro romance, que ela descreveu como "lixo absoluto", aos 15 anos. Começou a escrever constantemente desde o final de 2014. Ela escreveu seu romance de estreia, Conversas entre amigos, durante seu mestrado. Escreveu 100.000 palavras do livro em apenas três meses.

Em 2015, seu ensaio "Even If You Beat Me", sobre quando era "a principal debatedora do continente europeu", foi visto por uma agente, Tracy Bohan, da Wylie Agency, que contatou Rooney. Ela deu a Bohan um rascunho, o qual Bohan mostrou a editores.
Ela tinha visto meu texto e me perguntou se eu tinha mais alguma coisa que ela pudesse ler... Não mandei nada para ela por séculos... Não sei por quê. Eu não queria que ela visse aquele rascunho de mal feito. 

### Conversas com amigos(2017)
Ela assinou com Tracy Bohan, da Wylie Agency, e Conversas entre Amigos teve seus direitos de publicação leiloados num leilão de sete partes, acabando por serem vendidos em 12 países. O romance foi publicado em junho de 2017, pela Faber and Faber. Foi indicado ao Prêmio Dylan Thomas Internacional, da Universidade de Swansea, de 2018  e ao Prêmio Folio de 2018, e garantiu, ainda, a Rooney, em 2017, o Prêmio de Jovem Escritor do Ano do Sunday Times.
Em março de 2017, seu conto "Mr Salary" foi selecionado para o Prêmio Sunday Times EFG Private Bank para contos. Em novembro de 2017, Rooney foi anunciada como editora da revista literária irlandesa The Stinging Fly. Ela já colaborava, como escritora, com a revista. Supervisionou duas edições da revista em 2018, antes de entregar a editoria para Danny Denton. Continua sendo uma colaboradora da revista.
Em 2018, Rooney foi anunciada como participante do Festival Internacional de Literatura Cúirt .

### Pessoas normais(2018)
O segundo romance de Rooney, Pessoas Normais, foi publicado em setembro de 2018, também pela Faber & Faber. O romance surgiu da exploração de Rooney na história entre os dois personagens principais de seu conto de 2016, "At the Clinic", publicado pela revista literária The White Review, com sede em Londres. Em julho de 2018, Pessoas Normais foi indicado para o Man Booker Prize. O trabalho ganhou, em 2018, o prêmio "Romace Irlandês do Ano" no Irish Book Awards  e foi nomeado "Livro do Ano" da Waterstones. Em janeiro de 2019, ganhou o Costa Book Award (antigo Whitbread) na categoria Romance. Foi indicado ao Prêmio Dylan Thomas  e ao Prêmio Feminino de Ficção de 2019.

### Belo mundo, onde você está(2021)
Em abril de 2019, o Centro para acadêmicos e escritores Dorothy e Lewis B. Cullman da Biblioteca Pública de Nova York anunciou Rooney como um de seus galardoados. O comunicado de imprensa foi categórico em afirmar: "ela (Sally Rooney) escreverá um novo romance sob o título de 'Beautiful World, Where Are You' ('Belo mundo, onde você está'), examinando a estética e a crise política". O romance foi publicado pela Farrar, Straus e Giroux nos Estados Unidos e pela Faber no Reino Unido e Irlanda, em setembro de 2021.
Rooney recusou que uma editora israelense traduzisse "Belo mundo, onde você está" para hebraico como parte de seu apoio ao movimento de Boicote, Desinvestimento e Sanções (BDS), liderado por palestinos. Em outubro de 2021, Rooney afirmou: "os direitos de tradução em hebraico para o meu novo romance ainda estão disponíveis e, se eu puder encontrar uma maneira de vender esses direitos em conformidade com as diretrizes institucionais de boicote do movimento BDS, ficaria muito satisfeita e orgulhosa".
Em retaliação, duas redes de livrarias israelenses anunciaram a retirada de todos os títulos de Rooney de suas prateleiras no início de novembro. A editora israelense de Rooney disse que continuaria vendendo seus títulos. Posteriormente, em uma carta organizada pela Artists for Palestine UK, 70 escritores e editores, incluindo Kevin Barry, Rachel Kushner, Geoff Dyer, Pankaj Mishra, Carmen Callil e Ahdaf Soueif, disseram apoiar a decisão de Rooney.

## Vida Pessoal
Ela vive em sua cidade natal, Castlebar, e é casada com John Prasifka, um professor de matemática.

## Televisão
Pessoas Normais foi transformado em uma série de 12 partes, como uma co-produção da BBC Three e da plataforma online Hulu, com filmagens ocorrendo em Dublin e County Sligo . A série foi dirigida por Lenny Abrahamson e Hettie Macdonald. Daisy Edgar-Jones e Paul Mescal interpretaram Marianne e Connell, respectivamente. A série foi um sucesso de crítica e ganhou quatro indicações ao Primetime Emmy Award , incluindo a de "Melhor Ator Principal em Série Limitada ou Filme", "Melhor Direção em Série Limitada" e "Melhor Roteiro em Série Limitada" .
Em fevereiro de 2020, foi anunciado que o romance Conversas entre Amigos também seria transformado em uma minissérie BBC Three / Hulu de 12 episódios.  Também foi anunciado que a equipe criativa por trás de Normal People, o diretor Lenny Abrahamson e a co-roteirista Alice Birch, também estariam trabalhando nessa adaptação.
| Ano  | Título                 | Função                          | Notas                          |
| ---- | ---------------------- | ------------------------------- | ------------------------------ |
| 2020 | Pessoas normais        | Escritora / Produtora Executiva | 12 episódios: Hulu e BBC Three |
| 2022 | Conversas entre amigos | Produtora executiva             | 12 episódios: Hulu e BBC Three |

### Romances
- Conversations with Friends. London: Faber and Faber. 2017. ISBN 9780571333127
- Normal People. London: Faber and Faber. 2018. ISBN 9780571334643
- Beautiful World, Where Are You. London: Faber and Faber. 2021. ISBN 9780571365425

### Curta ficção
- After Eleanor Left (em inglês). 1. Ballinafad: Winter Pages. pp. 25–30. ISBN 9780993302909[56][57][58][59]
- Concord 34 (em inglês). 63. Dublin: The Dublin Review. ISBN 9780992991579[60]
- At the Clinic. 18. London: The White Review. ISBN 9780992756291[61][62] Prototype of Marianne and Connell in later 2018 Normal People.
- «Robbie Brady's astonishing late goal takes its place in our personal histories». New Statesman. 10 de agosto de 2017[63]
- Mr Salary. London: Faber & Faber. 3 de janeiro de 2019. ISBN 9780571351954. OCLC 1104816821[64]

(Publicado pela primeira vez em Granta 135: New Irish Writing Fiction 19 de abril de 2016. ) 
- «Color and Light». The New Yorker. 18 de março de 2019[67]
- Mensagens não lidas . The New Yorker . 12 de julho de 2021.[68]

### Poesia
- "Tírghrá" 2 (30). A Mosca Picante . Primavera de 2010.
- "Impossibilidades" 2 (30). A Mosca Picante . Primavera de 2010.
- "O Cavalo Mais Silencioso" 2 (30). A Mosca Picante . Inverno 2012.
- "Depois de um acidente de trânsito, Chennai" 2 (30). A Mosca Picante . Verão 2014.
- «The Most Amazing Live Instrumental Performance You Have Ever Heard». The Stinging Fly. 2 (30). Primavera 2015 [69]
- «Seven AM in April». The Stinging Fly. 2 (30). Primavera 2015 [70]
- «An Account of Vital Clues Which Appear To You In A Dream». The Stinging Fly. 2 (30). Primavera 2015 [71]
- «It Is Monday». The Stinging Fly. 2 (30). Primavera 2015 [72]
- «Have I Been Severe?». The Stinging Fly. 2 (30). Primavera 2015 [73]
- Leaving You. 2. [S.l.]: The Stinging Fly. Primavera 2015. ISBN 9781906539443[74]

### Ensaios
- Even if you beat me (em inglês). 58. [S.l.]: The Dublin Review. Primavera 2015. ISBN 9780992991524[75]
- «An Irish Problem». London Review of Books. 24 de maio de 2018[76]
- «An App to Cure My Fainting Spells». The New Yorker. 20 de novembro de 2017

### Audiolivros
- Sally Rooney (Author) Aoife McMahon & Sam O'Mahony (Actor Narrators) (2020). Two Stories (Audiobook) (em inglês). Published by Audible & Faber & Faber This audiobook contains unabridged readings of the stories Mr Salary. [S.l.: s.n.] and «Color and Light» previously published in Granta and The New Yorker respectively.

### Crítica Literária
- Rooney, Sally (9 de fevereiro de 2018). «Troubled Marriages, Old and New». The New York Times. Consultado em 19 de maio de 2020

## Prêmios
- The Sunday Times Jovem Escritor do Ano de 2017
- Romance do Ano no Irish Book Awards de 2018 – Pessoas normais [77]
- Costa Book Awards de 2018 – Pessoas normais [78]
- Prêmio Encore de 2019 – Pessoas normais [79]